# La Bomba (singel)
La Bomba – piosenka latin-popowa stworzona na czwarty hiszpańskojęzyczny album studyjny portorykańskiego piosenkarza Ricky’ego Martina pt. Vuelve (1998). Wyprodukowany przez K. C. Portera i Draco Rosę, utwór wydany został jako czwarty singel promujący krążek dnia 15 czerwca 1998 roku.

## Informacje o utworze
Nagranie powstało w 1997 roku. Jego autorami są Luis Gómez Escolar, K. C. Porter oraz Draco Rosa (Porter i Rosa kompozycję wyprodukowali).

### Obecność w kulturze masowej
Wiosną 2016 roku nagranie znalazło się na playliście sporządzonej przez kandydującą na stanowisko prezydenckie byłą Sekretarz stanu Stanów Zjednoczonych Hillary Clinton. Za pośrednictwem serwisu Spotify Clinton skompilowała playlistę trzydziestu utworów muzycznych; wykonawcą każdej z piosenek został artysta mocno zaangażowany w działalność społeczną. 6 czerwca 2016 odbył się koncert zorganizowany przez komitet Hillary Victory Fund. Wzięli w nim udział wspierani przez Hilton piosenkarze.

## Teledysk
W maju 1998 w Miami Wayne Isham wyreżyserował teledysk do utworu. Klip zyskał dużą popularność dookoła świata.

## Listy utworów i formaty singla
| Australijski CD maxi singel 1. „La Bomba” (Remix – Radio Edit) – 4:17 2. „La Bomba” (Remix – Long Version) – 9:43 3. „La Bomba” (Remix – Dub Mix) – 7:47 4. „The Cup of Life” – 4:28 Europejski CD maxi singel 1. „La Bomba” – 4:34 2. „La Bomba” (Remix – Radio Edit) – 4:17 3. „La Bomba” (Remix – Long Version) – 9:43 | Amerykański CD maxi singel 1. „La Bomba” (Spanglish) – 3:50 2. „La Bomba” (Remix – Radio Edit) – 4:17 3. „La Bomba” (Remix – Dub Mix) – 7:47 4. „La Bomba” (Remix – Long Version) – 9:43 5. „La Bomba” – 4:34 |

## Pozycje na listach przebojów
| Kraj              | Notowanie (1998)     | Wydawca              | Najwyższa pozycja |
| ----------------- | -------------------- | -------------------- | ----------------- |
| Australia         | Top 100 Singles      | ARIA Charts          | 27                |
| Finlandia         | Top 20 Singles       | ÄKT                  | 30                |
| Francja           | Top 100 Singles      | SNEP                 | 45                |
| Hiszpania         | Top 50 Singles       | PROMUSICAE           | 5                 |
| Niemcy            | Top 100 Singles      | Media Control Charts | 90                |
| Stany Zjednoczone | Hot Latin Tracks     | Billboard            | 27                |
| Stany Zjednoczone | Latin Tropical Songs | Billboard            | 13                |
| Szwecja           | Top 60 Singles       | Sverigetopplistan    | 31                |